# Västra Torups församling
Västra Torups församling var en församling i Göinge kontrakt i Lunds stift. Församlingen låg i Hässleholms kommun i Skåne län och ingick i Tyringe pastorat. Församlingen uppgick 2022 i Tyringe församling.

## Administrativ historik
Församlingen har medeltida ursprung. Namnet var före 27 augusti 1926 Torups församling.
Församlingen var till senast 1998 annexförsamling i pastoratet Röke och (Västra) Torup, för att därefter till 2010 vara annexförsamling i pastoratet Finja, Hörja, Matteröd, Röke och Västra Torup.. Från 2010 till 2022 var församlingen annexförsamling i pastoratet Tyringe, Röke och Västra Torup .Församlingen uppgick 2022 i Tyringe församling.

## Kyrkor
- Västra Torups kyrka